# Hubert Stevens
John Hubert Stevens (Lake Placid, 7 de marzo de 1890-Lake Placid, 26 de noviembre de 1950) fue un deportista estadounidense que compitió en bobsleigh. Participó en dos Juegos Olímpicos de Invierno, en los años 1932 y 1936, obteniendo una medalla de oro en Lake Placid 1932, en la prueba doble.

## Palmarés internacional
| Juegos Olímpicos | Juegos Olímpicos             | Juegos Olímpicos | Juegos Olímpicos |
| Año              | Lugar                        | Medalla          | Prueba           |
| ---------------- | ---------------------------- | ---------------- | ---------------- |
| 1932             | Lake Placid (Estados Unidos) | Medalla de oro   | Doble            |